# Presbytis natunae
Espèce
Statut de conservation UICN

 VU C2a(ii) : Vulnérable
Statut CITES
Presbytis natunae ou Langur des îles Natuna est une espèce qui fait partie des mammifères Primates, de la famille des Cercopithecidae. Ce semnopithèque est un  singe dont les populations sont vulnérables. La classification scientifique étant encore en évolution, certains auteurs considèrent cette espèce comme une simple sous-espèce du semnopithèque malais (Presbytis femoralis).
Le langur des îles Natuna est une des 21 espèces de primates d'Asie incluse entre 2000 et 2020 dans la liste des 25 espèces de primates les plus menacées au monde (figure dans la liste de 2002).

## Répartition

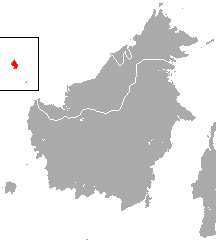
Répartition (en rouge) de Presbytis natunae, confiné sur une petite île indonésienne, au large de Bornéo

Presbytis natunae ne se rencontre qu'en Indonésie, au nord ouest de Bornéo, sur l'île de Bunguran, dans le nord des îles Natuna situées au nord ouest de Bornéo.